# Agata Kornhauserová-Duda
Agata Kornhauserová-Duda (nepřechýleně Agata Kornhauser-Duda; * 2. dubna 1972, Krakov) je polská germanistka, zastávající od roku 2015 úřad první dámy Polska. Jejím manželem je polský prezident Andrzej Duda.

## Život
Je dcerou polského literárního kritika a překladatele Juliana Kornhausera. Vystudovala germanistiku na Jagellonské univerzitě, posléze vyučovala přes 17 let němčinu na lyceu v Krakově. Svoji jsou oficiálně od roku 1995; v témže roce se jim také narodila jejich jediná dcera Kinga (*1995).